# 椎名綾子
椎名 綾子（しいな あやこ、1980年6月11日 - ）は、北海道苫小牧市出身の、日本の女優、ナレーター、YouTuberである。Yell Music Agency所属。

## 人物
- 夫は映像プロデューサーの有馬顕[2]。
- 「じゃじゃ丸」と「ニコ」という名前の犬を飼っている。

## 出演

### 映画
- よっちゃん、逃げちゃ嫌!!（井上勇人監督、2014年）
- 鋼鉄はいかに輝くか（稲垣マコト監督、2015年）
- 罪から逃げる男（板倉臣郎監督、2017年）
- ウルフなシッシー（大野大輔監督、2017年）
- 復讐（井川広太郎監督、2021年）
- 老ナルキソス（東海林毅監督、2023年）[3]

### CM
- 明星食品（2005年）
- 全力坂インフォマーシャル-ラビット-（2006年）
- 第一三共ヘルスケア-カコナール2カフェ編-（2007年）
- 全力坂インフォマーシャル-サッポロビール-（2015年）
- マルカ水鉄砲（2016年）
- 富士通FMV（2016年）
- Live.me-クイズビズ別れた恋人編-（2018年）
- PILLBOX「Lovet(ラヴェット)」（2019年）
- マイディアトーキョー（2020年）

### MV
- ライムライト「サマー☆チューン '06」　（2006年）
- ハッピー離婚式　（2014年）
- SKIPシティ-SuperRun-　（2017年）
- NoLie-Sense「ah-老衰mambo」（2020年）
- 川崎鷹也「ぼくのきもち」（2021年）[4]

### 舞台
- TRINITY＠風姿花伝　（2006年）
- DREAM-dandelion‐＠東京芸術劇場　（2007年）
- SAKURAjapanintheBOX舞台映像@明治座　（2017年）

### WEB
- すまいるきっき-子供向け手遊び歌ch-[5]
- 境界カメラ[6]
- Tech&DeviceTV

### ナレーション
- 太陽ガスマスコットキャラクターボイス